# Motobloc Type AN (1911)
Dieser Motobloc Type AN ist ein französisches Pkw-Modell der 1910er Jahre. Hersteller war Motobloc in Bordeaux.

## Beschreibung
Motobloc fertigte das Modell von 1911 bis 1914. Vorgänger war der von 1904 bis 1909 gebaute Type H mit einem Vierzylindermotor. Beim Type AN kam erstmals ein Sechszylindermotor zum Einsatz. Jeweils drei Zylinder sind in Gruppen zusammengefasst. Dazwischen befindet sich das Schwungrad. Der Motor ist wassergekühlt. Er ist vorn im Fahrgestell eingebaut und treibt über ein Vierganggetriebe und eine Kardanwelle die Hinterachse an.
1911 gab es eine Ausführung mit 80 mm Bohrung und 110 mm Hub, was 3318 cm³ Hubraum ergibt. Ab 1911 betrug der Hub 120 mm, was zu 3619 cm³ Hubraum führte. Beide Motoren waren damals in Frankreich steuerlich mit 16 CV eingestuft. Bekannt ist, dass ein Fahrgestell als Limousine karrossiert wurde.
Der Fahrer Testa nahm 1911 an der Rallye Monte Carlo teil und erreichte den fünften Platz.
In den 1920er Jahren brachte Motobloc das namensgleiche Modell Type AN von 1929 bis 1932 auf den Markt.